# Central de Autobuses de Huatulco
La Central de Autobuses de Huatulco es una de las terminales más importantes de la región costa en esa terminal sirven con los servicios de primera clase de tipo ejecutivo,lujo, y económico en donde pertenecen Grupo Estrella Blanca Y Grupo IAMSA.

## Especificaciones de la Terminal
- Números de andenes:11
- Espacio de esparcimiento de autobuses:
- Superficie total de la terminal:
- Servicio de Estacionamiento:
- Número de taquilla:
- Número de locales comerciales:
- Salas de espera:1

## Ubicación
Se encuentra ubicado en Avenida Carpinteros s/n Colonia Sector TCP al Noroeste de la población por la entrada de la carretera a Pinotepa Nacional. Crucecita, Santa María Huatulco, oaxaca.

## Destino
| Línea de Autobuses         | Destinos |
| -------------------------- | --- |
| ETN Turistar Lujo          | Ciudad de México Norte, Ciudad de México Sur (Taxqueña), Pinotepa Nacional, Pochutla, Puerto Escondido, Santa Rosa de Lima. |
| Autobuses Altamar/Costeños | Acapulco Ejido, Chilpancingo, Ciudad de México Norte, Ciudad de México Sur (Taxqueña), Copala, Cruz Grande, El Polvorin Cuernavaca, Las Cruces Costa Chica, Cuajinicuilapa, Jamiltepec, Marquelia, Pinotepa Nacional, Pochutla, Puerto Escondido, Rio Grande, Salina Cruz, San Jose del Progreso, San Marcos, Santa Rosa de Lima. |

## Transporte Público de pasajeros
- Servicio de Taxi